# فرودگاه اوریاک
فرودگاه اوریاک (به انگلیسی: Aurillac Airport) (به زبان بومی: Aéroport d'Aurillac) یک فرودگاه همگانی با کد یاتا AUR است که یک باند فرود آسفالت دارد و طول باند آن ۱۷۰۰ متر است. این فرودگاه در کشور فرانسه قرار دارد و در ارتفاع ۶۳۹ متری از سطح دریا واقع شده‌است.